# Жихлін (гміна)
Гміна Жихлін (пол. Gmina Żychlin) — місько-сільська гміна у центральній Польщі. Належить до Кутновського повіту Лодзинського воєводства.
Станом на 31 грудня 2011 у гміні проживало 12690 осіб.

## Площа
Згідно з даними за 2007 рік площа гміни становила 76.65 км², у тому числі:
- орні землі: 89.00%
- ліси: 1.00%

Таким чином, площа гміни становить 8.65% площі повіту.

## Населення
Станом на 31 грудня 2011:
| Опис     | Загалом | Загалом | Чоловіки | Чоловіки | Жінки | Жінки |
| -------- | ------- | ------- | -------- | -------- | ----- | ----- |
| одиниця  | осіб    | %       | осіб     | %        | осіб  | %     |
| все      | 12690   | 100     | 6120     | 48.23    | 6570  | 51.77 |
| міське   | 8707    | 100     | 4164     | 47.82    | 4543  | 52.18 |
| сільське | 3983    | 100     | 1956     | 49.11    | 2027  | 50.89 |

## Сусідні гміни
Гміна Жихлін межує з такими гмінами: Бедльно, Здуни, Кернозя, Опорув, Пацина.